# Редактор
Реда́ктор (фр. redacteur, от лат. redactus — «приведённый в порядок») — тот, кто работает с текстом, а именно составляет, проверяет и исправляет содержание в соответствии с требованиями определённого жанра, готовит к печати издание (книга, журнал, газета и т. п.), также выступает в роли управляющего.
Работа редактора предполагает высокий уровень владения языком, умение работать с авторами, оценивать и анализировать текст. Основной объём работы этого специалиста включает анализ текстов, поиск и корректировку ошибок, опечаток, несоответствий в логике и структурных недостатков. Он также контролирует соблюдение редакционной политики, стилевых норм и тонкостей языкового оформления. Часто редакторы выполняют организационную работу, координируя работу отдела или редакции, работая с документами.
Специалисты востребованы в различных сферах, где имеется контент: от издательств, СМИ и корпоративных блогов до разработки видеоигр и обучения нейронных сетей. Объём обязанностей редактора зависит от конкретных задач, бюджета и требований. Он может выполнять различные функции, такие как создание и корректировка контента, управление авторами и координация с клиентами. В обязанности современного редактора часто входит выполнение функций маркетолога, копирайтера, корректора, верстальщика, SEO- или SMM-специалиста.

## Определения
Согласно определению украинской «Литературоведческой энциклопедии», редактор — управляющий изданием (газета, журнал, альманах, сборник, вестник и тому подобное), организатор радиовещания, телевидения. Он утверждает содержание издания и несёт ответственность за его качество.

## История
Профессия появилась одновременно с книгопечатанием — в XV веке началось массовое распространение печатных изданий и книг, и появилась необходимость в специалистах, которые будут отвечать за качество текста. Первые эксперты появились только в XVII веке, именно тогда появились первые официальные редакции, которые занимались оценкой рукописей и исправлением ошибок, структурированием текста. В России прародителем редакторов были церковные переписчики, которые самостоятельно изучали и оценивали тексты, отбирали их для церковных сборников, а также редактировали отдельные материалы. Широкое распространение получили в XVIII—XIX веках, потому что в это время стали активно распространяться газеты, вестники и журналы.
В 2011 году заработная плата редактора в США колебалась от 40 до 60 тысяч долларов в год.

## Разновидности
В зависимости от направления, существуют разновидности редакторов — среди них технические, научные, художественные, литературные, главные редакторы, в зависимости от исполняемых обязанностей — редакторы по работе с авторами, выпускающие редакторы и другие.
В случае ограниченного бюджета весь контентный процесс может быть выполнен одним редактором. Если бюджет и требования выше, может быть сформирована команда редакторов, включая младших, старших редакторов, бильд-редакторов и других специалистов. Обязанности редакторов могут отличаться в зависимости от места работы. Также существуют относительно новые разновидности — шеф-редактор, диджитал-редактор.
- Художественный редактор. В обязанности художественного редактора входят иллюстрирование, организация работы дизайнеров, верстальщиков, художников, фотографов[1].
- Литературный редактор. В обязанности входит проверка текстов печатных или интернет-изданий[7].
- Технический редактор. В обязанности входят подготовка материала к отправке в типографию, создание макета издания, расчёт затрат на печать[1].
- Научный редактор. В обязанности входит проверка материала на фактические ошибки[7].
- Главный редактор. Выполняет роль «начальника» над другими редакторами, несёт ответственность за то, каким получится текст после печати[7].

Традиционно редакторы были связаны в основном с печатным производством, осуществляя свою деятельность в издательствах и занимаясь контролем выпуска книг, газет и журналов. С развитием информационных технологий их деятельность распространилась на всю цифровую сферу, что обусловило стирание границ этой профессии и видоизменение круга её обязанностей. В частности, возникли такие специализации, как редактор сценариев для рекламных клипов и видеоигр, UX-редактор, AI-тренер и прочие.

## Обязанности
Профессия редактора сочетает творческие и организационные навыки. Редакторы ответственны за обеспечение высокого качества письменных материалов. Их задачи могут варьироваться в зависимости от сферы деятельности, но, как правило, они занимаются планированием, координацией и редактированием контента для журналов, книг, газет и веб-сайтов. Редакторы анализируют концепции контента и определяют, что будет наиболее интересно читателям. Они также могут предлагать улучшения продукта и рекомендовать различные заголовки или названия.
Редактор имеет дело с большим количеством информации, выполняя роль лидера команды. Ему необходимо обладать навыками распределения задач между сотрудниками, подобрать наиболее подходящие данные, примеры и статистические данные.
В обязанности современного редактора могут входить:
- Разработка редакционной политики и «tone of voice» издания, редактирование контента в соответствии со стилем и редакционной политикой издания;
- Анализ конкурентов, рынка и предпочтений аудитории;
- Формирование контент-плана для СМИ или блога с целью решения бизнес-задач;
- Поиск подрядчиков, подготовка технического задания и контроль исполнения работ копирайтерами, журналистами, дизайнерами, SEO-специалистами и программистами;
- Редактирование текстов и корректура текстов (проверка содержимого и исправление опечаток, орфографических, пунктуационных и грамматических ошибок). Таким образом, в обязанности редактора входят обязанности корректора[7], но, в отличие от него, работа редактора предполагает более углублённую обработку текста[8];
- Переформулирование текста с целью сделать его более понятным для аудитории;
- Проверка фактов, приводимых в материале;
- Оценка материалов от авторов с целью определения того, что стоит опубликовать;
- Взаимодействие с писателями для развития идей и историй;
- Работа с входящими запросами от авторов и материалами, созданными пользователями;
- Разработка макетов публикаций или работа с верстальщиками;
- Распределение бюджета, приобретение фото, иллюстраций и текстовых материалов;
- Настройка системы распространения контента и обновление публикаций;
- Анализ контента, поведения читателей и результативности работы материалов;
- Подготовка статей и текстов для социальных сетей, рассылок, рекламных материалов, лендинговых страниц и прочих маркетинговых материалов;
- Составление сценариев и подготовка материалов для телевизионных программ, подкастов, видео, вебинаров, обучающих программ, выступлений и видеоигр;
- Утверждение окончательных вариантов для публикации.

### В различных сферах деятельности
Редакторы могут работать в различных отраслях, таких как издательское дело, журналистика, реклама и связи с общественностью, и могут быть наняты в компании или работать фрилансерами.
- В издательствах редакторы занимаются подготовкой к печати книг, журналов и газет, работают с информационными агентствами и интернет-СМИ;
- В СМИ редактор управляет всеми аспектами деятельности издания, включая запуск нового СМИ, планирование загрузки журналистов и определения их задач. Специалист отвечает за подготовку материалов к публикации и за их качество, а также за конкурентоспособность и привлекательность издания на рынке. Это требует не только умения хорошо писать и расставлять акценты, но и знания, как привлечь аудиторию. Однако, в отличие от работы журналиста или копирайтера, работа редактора включает в себя анализ, планирование и организацию;
- В частных организациях специалисты развивают корпоративные блоги, создают статьи для внешних ресурсов, иногда занимаются рассылкой и ведением социальных сетей;
- В рекламных агентствах редакторы участвуют в создании рекламных текстов, брошюр, слоганов и других материалов для маркетинговых кампаний;
- В бизнесе редактор помогает достигать определённые цели с помощью контента. Эти цели могут включать увеличение продаж товаров, увеличение количества подписок на блог, продвижение определённых страниц сайта и многое другое[3];
- В игровой индустрии редакторы могут работать над сценариями видеоигр, диалогами персонажей и прочими текстовыми элементами игрового процесса;
- В сфере телевидения и кино специалисты участвуют в подготовке к выпуску телепрограмм, речей, сценариев, субтитров, звуковых дорожек и прочего сопутствующего контента[2].

## Услуги по редактированию
Платные услуги по редактированию могут предоставляться специализированными редакционными фирмами или самостоятельно работающими редакторами (фрилансерами). Редакционные фирмы могут нанимать команду штатных редакторов, опираться на сеть индивидуальных подрядчиков или и то, и другое. Такие фирмы могут выполнять редактирование по широкому спектру тем и жанров, в зависимости от навыков отдельных редакторов. Услуги, предоставляемые такими редакторами, могут быть самыми разнообразными и включать в себя корректуру, редактирование рукописи, онлайн-редактирование, редактирование для развития, поисковой оптимизации и прочего.
Самостоятельные редакторы работают непосредственно на клиентов (например, авторов, издателей) или предлагают свои услуги через редакционные фирмы, или и то, и другое. Они могут специализироваться на определённом виде редактирования и на конкретной предметной области. Тех, кто работает непосредственно на авторов и устанавливает с ними профессиональные отношения, называют редакторами авторов.